# Morris Commercial J-type

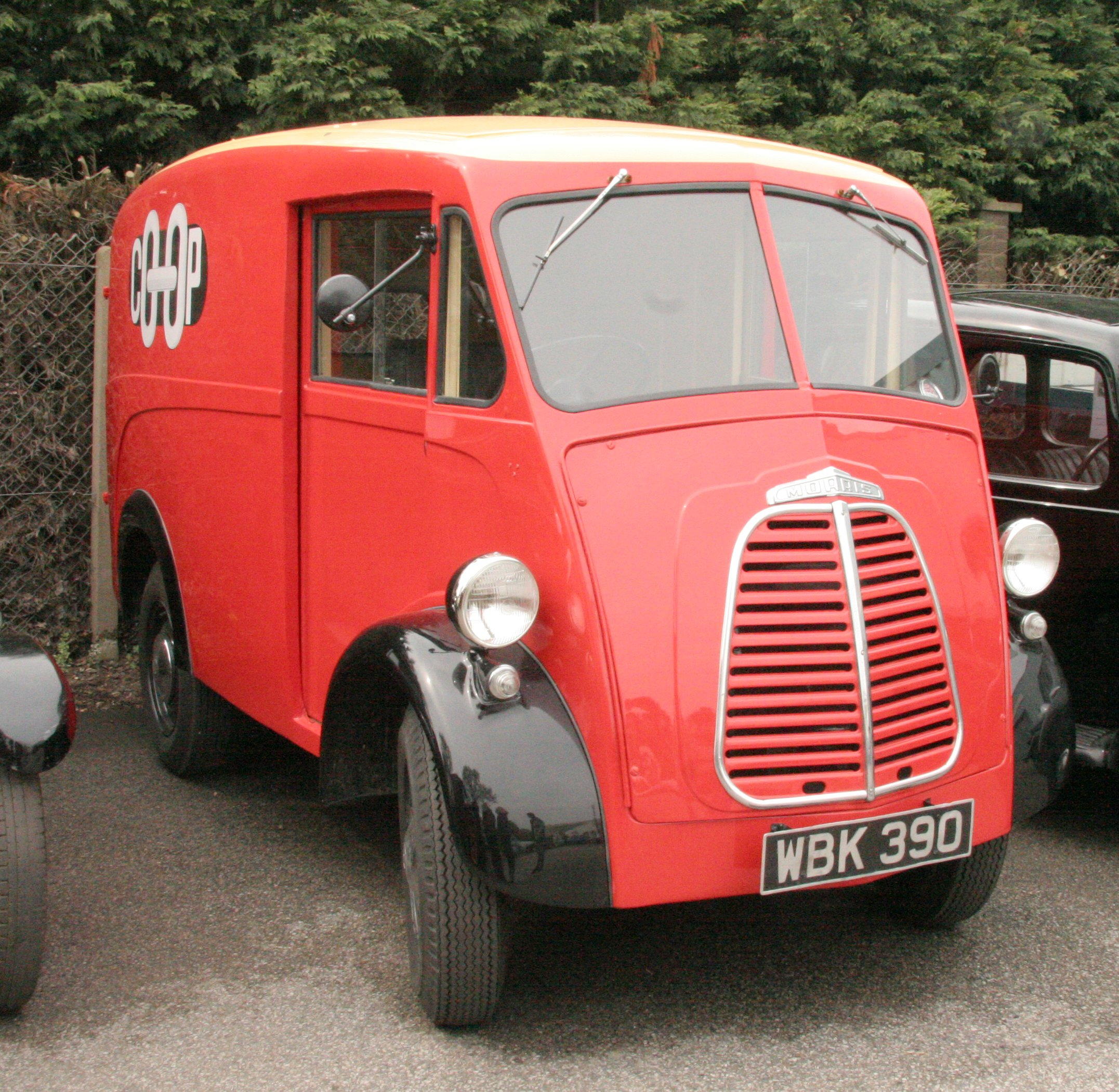
Morris Commercial J-Type

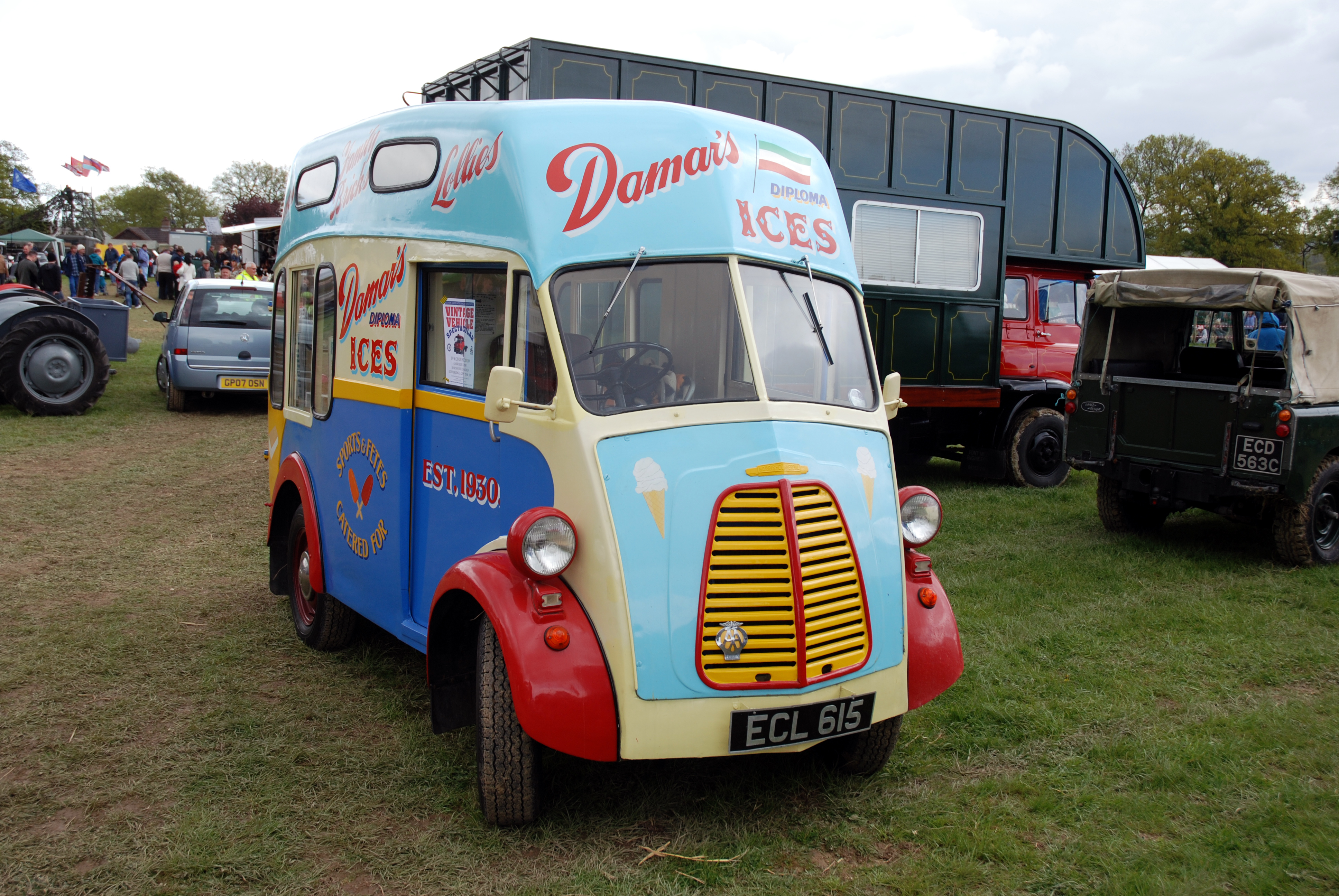
Morris J-Type ijscowagen

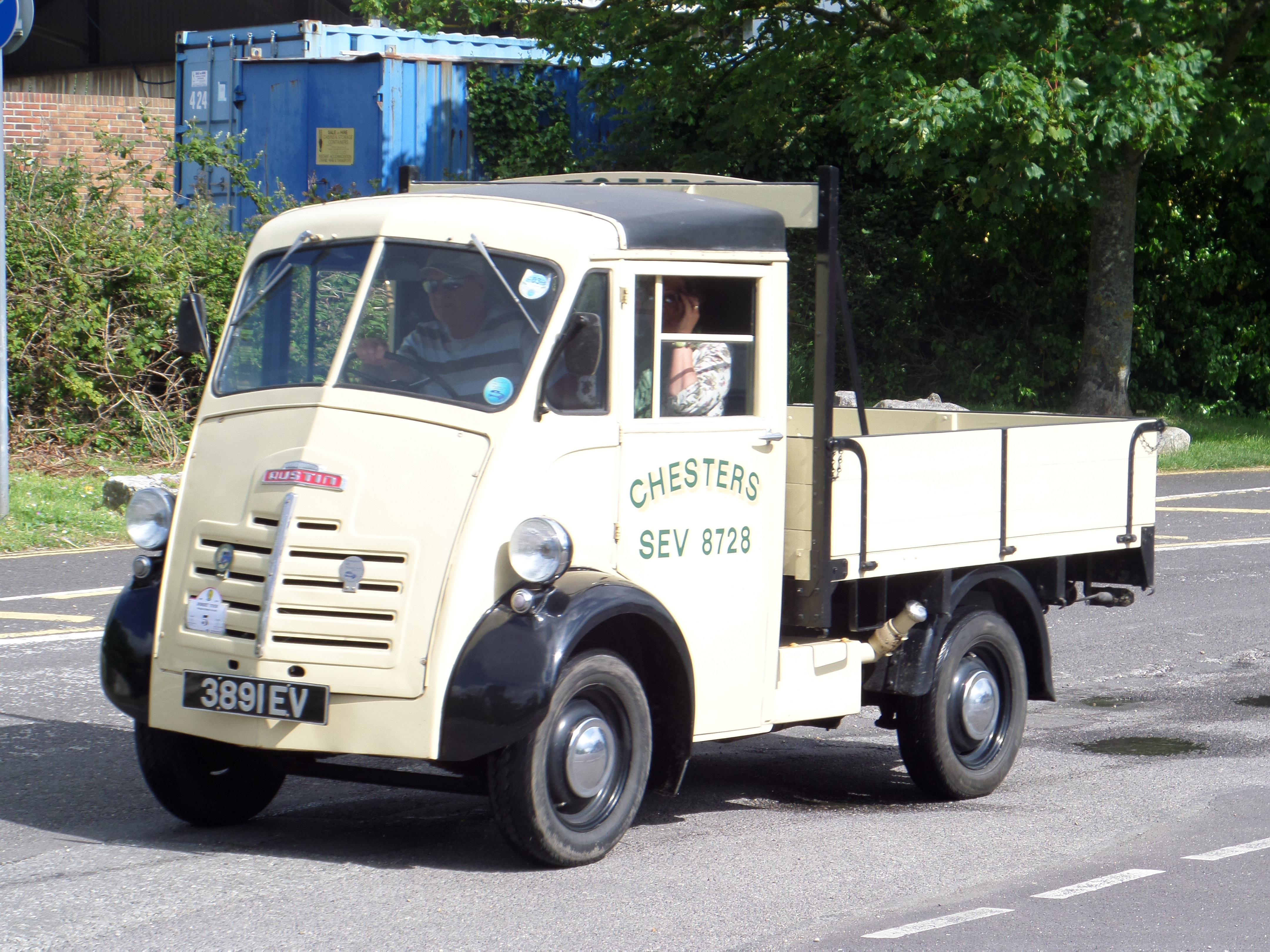
Austin 101 pick-up

De Morris Commercial J-type' is een lichte bestelwagen. De wagen werd in 1949 op de markt gebracht en bleef tot 1961 in productie bij Morris Commercial Cars. In 1952 werd British Motor Corporation opgericht, na een fusie van het moederbedrijf Morris, de Nuffield Organization, en Austin Motor Company. Vanaf de fusie werd de naam versimpeld tot Morris J-type.
Het busje kreeg een platte voorkant en de benzinemotor lag in het midden van de bestuurderscabine. Het kreeg aan beide zijden schuifdeuren. De viercilinder zijklepmotor had een cilinderinhoud van 1476 cc. Voor de aandrijving naar de achterwielen was een versnellingsbak met drie versnellingen vooruit geïnstalleerd. Het werd gemaakt met een stuur rechts of links voor exportmarkten. Het laadvermogen was 10 cwt (circa 0,5 ton).
Morris Commercial Cars maakte complete voertuigen, maar van de J-type kon ook alleen het chassis geleverd worden. Carrosseriebouwers maakten vervolgens een opbouw die voldeed aan de wensen van de klant. Er kwamen diverse versies waaronder pick-ups, kippers, ijsco- en melkwagens. De Britse post was een belangrijke klant en heeft veel exemplaren gekocht.
In 1957 werd het busje gemoderniseerd. Er kwam een JB versie uitgerust met een krachtiger kopklepmotor van 1489 cc en de versnellingsbak kreeg er een versnelling bij.
In 1961 werd de productie gestaakt. De totale productie was 48.600 exemplaren. Het werd opgevolgd door de Morris J4.
Een Austin-versie van het busje verscheen in 1957, bekend als de Austin 101. De verschillen met de Morris versie waren klein, het kreeg een afwijkend embleem en de radiatorgril was iets anders.

## Trivia
In 2017 werd een nieuw bedrijf opgericht met de naam Morris Commercial Ltd. Dit bedrijf wil een geheel nieuwe elektrische bestelwagen van het J-Type op de markt brengen vanaf 2019. Het heeft een 60 kWh lithium-ion accu die met een snellader voor 80% is te laden in ongeveer 30 minuten. Met een volle accu heeft de bestelwagen een actieradius van 320 kilometer.